# Gideon Tomlinson
Gideon Tomlinson (Stratford, 1780. december 31. – Fairfield, 1854. október 8.) az Amerikai Egyesült Államok szenátora (Connecticut, 1831–1837).